# Hulakhkhan
Hulakhkan fou una fortalesa hitita al sud-est del país, propera a la frontera de Kizzuwatna, que fou destruïda impunement pel rei Idrimi d'Alalakh vers el 1460 aC.